# 聖誕樹行動
聖誕樹行動（德語：Unternehmen Tannenbaum，或譯為冷杉行動），早先稱為綠色行動（德語：Unternehmen Grün），是納粹德國於第二次世界大戰期間所制定入侵瑞士的計畫。計畫後來取消，從未實施。

## 背景
出於戰術上的考量，納粹德國元首阿道夫·希特勒曾在第二次世界大戰爆發前再三保證德國將會於未來的歐洲軍事衝突中尊重瑞士的永久中立性。1937年2月，希特勒公開向瑞士聯邦顧問埃德蒙·舒尔特黑斯宣稱「無論何時，在任何情況下，我們（指德國）皆會尊重瑞士的中立性以及不可侵犯性」；他稍後於入侵波蘭時亦再次重申這樣的論點。然而，這些言論僅是納粹政府的政治斡旋之詞，目的是要卸下瑞士政府的防備，以便於德軍入侵。納粹德國計畫於擊敗歐洲大陸上的所有主要對手後便入侵瑞士，終結其獨立。

### 納粹德國政府對瑞士的態度
1941年6月，在一場與義大利王國領導人貝尼托·墨索里尼及其外交大臣加萊阿佐·齊亞諾的會面中，希特勒十分坦率地表達了他對瑞士的看法：
瑞士擁有最令人作嘔且糟糕的人種和政治體制。瑞士人將會是新德國的敵人。

在稍後與納粹德國外交部長約阿希姆·馮·里賓特洛甫的討論中，亦提及了由軸心國勢力瓜分瑞士的可能性亦：
針對領袖（指墨索里尼）的詢問，關於時代錯誤的瑞士是否有任何前途一事，帝國外交部將會與元首（指希特勒）討論。
1942年8月，德國元首希特勒將瑞士形容為「歐洲臉上的一顆粉刺」，聲稱該國已沒有權利繼續存在，並公然抨擊瑞士人是「德意志民族的私生子分支」。瑞士是一個多語言、地方分權且委員會制的小國家，而這從國家社會主義工人黨的觀點看來是與種族同一政策以及「領袖原則」嚴重牴觸的。然而，許多瑞士德語區的百姓卻相當認同這種政體，而對納粹德國的中央集權體制沒什麼好感，進而促使以德語為母語的瑞士民眾對以法語為母語的瑞士民眾有著相當強烈的情感，反而對邊界另一邊的「德意志兄弟」沒有多少連結。希特勒也認為瑞士會成為獨立國家僅僅是因為神聖羅馬帝國一時的衰弱，而帝國的元氣已在納粹黨掌權後完全恢復，瑞士也因此沒有理由繼續存在。
雖然希特勒相當鄙視瑞士德語區的民主意志，並曾表明德語區民眾是「德意志人任性的分支」，他仍然承認瑞士人同樣是德意志民族的事實。再者，納粹黨的泛日耳曼主義政治主張也提倡所有德意志民族應當團結，以建立一個更偉大的德意志帝國，而瑞士人也是這種主張下的一環。納粹黨的《國家社會主義二十五點綱領》的第一個目標即表明了這樣的態度：「我們（納粹黨）在民族自決權的基礎上，要求所有德意志人團結起來，建立一個更偉大的德意志祖國。」
在「更偉大的德意志祖國」的藍圖下，德國的教科書將荷蘭、比利時、奧地利、波希米亞-摩拉維亞（即捷克）、瑞士德語區，以及自但澤（今格但斯克）至克拉考（今克拉科夫）的西部波蘭等地皆列為德國領土。這些地圖經常刻意忽視瑞士作為一個主權國家的事實，而將其視為德國的一個大區。其中一位教科書的作者埃瓦爾德·班瑟（Ewald Banse）解釋道：「很自然地，我們將汝等瑞士人列為德國的子民，並與荷蘭人、佛拉芒人、洛林人、亞爾薩斯人以及波西米亞人並列……將來有一天，我們將會以德意志民族的旗幟召集所有德國子民，而任何企圖拆散我們的人，我們都會消滅他們！」然而，納粹黨內仍有許多黨員對德國希望「擴張至神聖羅馬帝國的舊疆界，甚至逾越舊疆界」的企圖頗有微詞。
地緣政治學家卡爾·豪斯霍弗爾的意識形態及政治主張雖然與納粹黨有所牴觸，但他依然於他的著作中提倡週遭國家瓜分瑞士的想法，其中羅曼地應當歸維琪法國管轄，提契諾隸屬義大利，而瑞士中部及東部則由德國管領。

## 軍事準備
瑞士政府亦察覺到了歐洲大陸上的詭譎氣氛，因而提高了國防預算，首年即提撥了1500萬瑞士法郎予瑞士軍隊（計畫於未來數年間提撥1億瑞士法郎），以將軍隊現代化。當希特勒於1935年撕毀凡爾賽和約時，瑞士國防預算的金額更遽增至9000萬法郎。K31步槍於1933年成為瑞士軍隊的制式裝備，其性能遠比德軍裝備的Kar98步槍來得優秀，不僅操作較為簡單，且命中率較高，重量也較輕。直至第二次世界大戰結束時，總共生產了大約35萬把K31步槍。 
瑞士的軍階系統相當獨特。承平時期，瑞士國內不會有官階高於中將（Korpskommandant，直譯為軍團指揮官，階同中將）的常設軍官。然而，戰爭時期或「有必要時」，聯邦議會會擇選一名一級上將統領陸軍及空軍。1939年8月30日，聯邦議會以204票贊成、23票反對（總票數227票），通過擇選亨利·吉桑（Henri Guisan）統領軍隊的議案。
德意志國防軍於2日後入侵波蘭，並促使英國向德國宣戰。吉桑下令進行總動員，並發佈了作戰指揮一號令（Operationsbefehl Nr. 1）；這號命令後來與其他命令形成了一系列的防衛作戰計畫。一號令調遣了三個陸軍軍團至該國東部、北部以及西部。吉桑隨後於9月7日向聯邦議會報告道：「當英國宣戰時，我們的陸軍早已進入戰備狀態且待命十分鐘了。」他同時透過參謀總長下令將除役年齡自48歲提高至60歲（但48歲以上60歲以下之人不會參與戰鬥，而會編入後方勤務單位），並新編一支10萬人的陸軍軍團。
德國於1940年6月25日，也就是法國投降當日，開始制定入侵瑞士的作戰計畫。當時，納粹德國陸軍在法國擁有三個集團軍，下轄102個師，共計200萬名士兵。瑞士與列支敦斯登被完全占領的法國以及軸心國勢力包圍，吉桑因此下達了作戰指揮十號令（Operationsbefehl Nr. 10），並徹底改造瑞士的國土防衛計畫。國土南部的聖莫里斯與聖哥達山口以及東北部的薩甘斯要塞將會成為防線，而阿爾卑斯山山脈則會成為防禦要塞。瑞士陸軍第2、第3與第4軍團將會部署在邊界上拖延敵軍的入侵行動，而其餘部隊則會撤往高山內的避難所。然而，儘管如此計畫，仍有大量留置在北方平原上的軍隊無處撤退；瑞士政府的想法是這些部隊將會犧牲，好讓其他部隊生存。
希特勒在法國投降後親自要求檢視入侵瑞士的計畫。時任德意志國防軍陸軍總司令部總司令的弗朗茲·哈爾德回憶道：「我不斷聽到希特勒對瑞士問題感到憤怒，而以他當時的心理狀態，這樣的怒火隨時可能會演變為具體的軍事行動。」陸軍總司令部內的奧托威廉·庫爾特·馮·门格斯上尉（Otto-Wilhelm Kurt von Menges）呈遞了一份他自己草擬的入侵計畫：威廉·馮·里布上將的C集團軍以及第12軍團將交由威廉·利斯特將軍指揮，並負責執行入侵行動。里布上將親自勘察了地形，並據此制定了相當可靠的進攻路線以及可能能避開敵軍主力的路徑。门格斯表示在他的計畫中，瑞士軍隊不太可能多作抵抗，而且類似德奧合併的不流血併吞將是可能的結果。他寫道：「依照現在瑞士的政治局勢看來，該國很可能會同意德國的和平條件，因此我軍必須確認其在整軍經武的戰備準備後，有能力調整態度，接受不流血入侵將成為結果的事實。」
入侵計畫直至1940年10月仍不斷修改。10月時，第12軍團呈交了該部隊版本的第四版計畫，也就是今日稱為「聖誕樹行動」的版本。最初的計畫預計投入21個德國師，但陸軍總司令部稍後這個數字下調至11個。哈爾德本人曾親自研究過德瑞兩國的邊境區域，並得出了以下結論：「侏羅山邊境地區完全沒有任何可供入侵的腹地。瑞士國內起伏多變且多植被覆蓋的地形對進攻行動也有諸多影響。能順利越過杜河及邊境的地點少之又少；瑞士的邊境守備也相當堅強。」依據以上結論，哈爾德決定以一支步兵單位佯攻侏羅山區，以便引出瑞士陸軍主力，再從後方截斷其支援，並將之包圍；該計畫的戰術手段與德軍擊敗法國的方法如出一轍。共有11個德國師及大約15個義大利師參與了計畫，並準備自南部進攻；瑞士陸軍將必須面對約30萬至50萬人的入侵作戰。
然而，希特勒卻從未批准執行聖誕樹行動，其原因至今不明。諾曼地登陸以後，計畫便遭擱置，而瑞士則在接下來的戰爭中皆得以保持其中立性。

## 德國計畫於瑞士境內實行的納粹統治
納粹德國對瑞士的政治目標是要重新掌握對瑞士德意志人的控制權，並希冀透過直接的併吞行動將瑞士德語區納入第三帝國的統治之下以便達成中央集權。
為了達成這個目標，海因里希·希姆萊曾於1941年9月與其下屬戈特洛布·贝格尔討論德國與瑞士合併後，讓瑞士人擔任納粹德國的帝國行政官（Reichskommissar）以及帝國總督（Reichsstatthalter）的可能性。這個尚待選出的職位的主要任務即是協助瑞士人與德國人的完全融合（Zusammenwachsen）。希姆來甚至於1942年進一步計畫將親衛隊拓展至瑞士境內，也就是瑞士日耳曼親衛隊（Germanische SS Schweiz）。
一份名為「S行動」（Aktion S/ Reichsführer-SS, SS-Hauptamt, Aktion Schweiz，意為親衛隊全國領袖暨親衛隊中央行政部瑞士行動）的文件亦於希姆萊的檔案中尋獲。文件中詳盡記載了納粹政府建立對瑞士統治的計畫程序，自伊始由德意志國防軍實施的征服行動，到最終鞏固統治，並使瑞士成為第三帝國的一個省份。然而，這份計畫是否有獲得納粹政府內其他高階官員的認可則不得而知。
1940年6月，在《第二次貢比涅停戰協定》後，帝國內政部為併吞法國東部自索姆河至萊芒湖間的條狀區域一事製做了一份備忘錄，並計畫於戰後將之殖民地化。計畫中，受到瓜分的瑞士將會與這塊新的德法邊界區域接壤，並孤立瑞士法語區羅曼地，進而遭帝國併吞。

### 義大利的介入
納粹德國的戰時盟友貝尼托·墨索里尼希望併吞瑞士的義大利語區，以滿足其在歐洲的「尚未收復的義大利」復興運動的一部分，尤其是提契諾州。在一次前往阿爾卑斯山的路途中，墨索里尼向他的隨員說道：「新的歐洲.......不能有超過四個或五個大型國家；那些小型國家將沒有繼續存在的理由，因此必須消失。」
瑞士在軸心國統治下的歐洲的前途於1940年一場圓桌會議中進行了進一步討論，與會官員包括義大利外交部長加萊阿佐·齊亞諾、納粹德國外交部長約阿希姆·馮·里賓特洛甫，以及希特勒本人。齊亞諾認為由於義大利所希望獲得的地區是瑞士南部，因此提議應當沿著西阿爾卑斯山脈瓜分瑞士，南部分予義大利，這麼一來便可滿足墨索里尼的目標。在這樣的劃分方法下，義大利將會獲得提契諾州、瓦萊州以及格勞賓登州的控制權。

## 註記
1. ↑  Weinberg 2005, A World At Arms, p. 174
2. 1 2 3 4 5  Leitz, Christian (2000).
3. ↑  Adolf Hitler, Hitler's Table Talk, 1941–1944, Martin Bormann, ed., Norman Cameron, trans.
4. 1 2  Urner 2001, 17
5. 1 2 3 4  Norman Rich, Hitler's War Aims: the Establishment of the New Order (New York: W.W Norton, 1974), 401–402.
6. ↑  wikisource:Program of the NSDAP
7. ↑  Stephen P. Halbrook, Target Switzerland: Swiss Armed Neutrality in World War II (Rockville Centre, NY: Sarpedon, 1998), 32–33.
8. ↑  Halbrook, Target Switzerland, 33.
9. ↑  Rönn von Uexküll (1976).
10. ↑  Halbrook, Target Switzerland, 36.
11. ↑  Halbrook, Target Switzerland, 42.
12. ↑  Schweizer Bundesversammlung, Resultate der Wahlen des Bundesrats, der Bundeskanzler, und des Generals Seite （页面存档备份，存于） (Bern: Schweizer Bundesversammlungsdienst, n.d.) 66.
13. ↑  "Operationsbefehl Nr. 1," September 3, 1939, Tagesbefehle des Generals, 1939–1945 (Bern: Eidg.
14. ↑  Jonathan Steinberg, Why Switzerland?
15. ↑  Halbrook, Target Switzerland, 84–85.
16. ↑  Ernest May, Strange Victory: Hitler's Conquest of France (New York: Hill and Wang, 2000) 477.
17. ↑  "Operationsbefehl Nr. 10," June 20, 1940, Tagesbefehle des Generals.
18. ↑  Steinberg, Why Switzerland? 68.
19. ↑  Gerhard Weinberg, A World at Arms: A Global History of World War II, 2nd edition (New York: Cambridge University Press, 2005), 174.
20. ↑  Klaus Urner, "Let's Swallow Switzerland": Hitler's Plans against the Swiss Confederation (Lanham, MD: Lexington Books, 2001) 67.
21. ↑  Angelo Codevilla, Between the Alps and a Hard Place: Switzerland in World War II and Moral Blackmail Today (Washington, D.C.: Regnery, 2000) 57–58.
22. ↑  Jürg Fink, Die Schweiz aus der Sicht des Dritten Reiches, 1933–1945 （页面存档备份，存于） (Zurich: Schulthess, 1985), 71–72.
23. ↑  Schöttler, Peter. . Sozial.Geschichte. 2003, 18 (3): 83–131 （德语）.
24. ↑  Urner (2001), p. 64
25. 1 2  McGregor Knox, Mussolini Unleashed, 1939–1941: Politics and Strategy in Fascist Italy's Last War （页面存档备份，存于） (Cambridge: Cambridge University Press, 1982), 138.
26. ↑  De Felice, Renzo. . Torino: Einaudi. 1990: 1422. ISBN 9788806195694.